# Paoli (Indiana)
Paoli és una població dels Estats Units a l'estat d'Indiana. Segons el cens del 2006 tenia 3.933 habitants.

## Demografia
Segons el cens del 2000, Paoli tenia 3.844 habitants, 1.581 habitatges, i 1.013 famílies. La densitat de població era de 392,6 habitants/km².
Dels 1.581 habitatges en un 31,2% hi vivien nens de menys de 18 anys, en un 49,7% hi vivien parelles casades, en un 11,2% dones solteres, i en un 35,9% no eren unitats familiars. En el 32,5% dels habitatges hi vivien persones soles el 16,1% de les quals corresponia a persones de 65 anys o més que vivien soles. El nombre mitjà de persones vivint en cada habitatge era de 2,31 i el nombre mitjà de persones que vivien en cada família era de 2,9.
Per edats la població es repartia de la següent manera: un 23,7% tenia menys de 18 anys, un 8,7% entre 18 i 24, un 27,7% entre 25 i 44, un 21,5% de 45 a 60 i un 18,3% 65 anys o més.
L'edat mediana era de 38 anys. Per cada 100 dones de 18 o més anys hi havia 87,2 homes.
La renda mediana per habitatge era de 26.962 $ i la renda mediana per família de 34.412 $. Els homes tenien una renda mediana de 28.566 $ mentre que les dones 20.110 $. La renda per capita de la població era de 14.313 $. Entorn del 12,8% de les famílies i el 15,1% de la població estaven per davall del llindar de pobresa.

## Poblacions més properes
El següent diagrama mostra les poblacions més properes.